# Ammonitida
De Ammonitida zijn een orde van uitgestorven ammonoïde koppotigen die leefden van het Jura tot en met het Paleoceen, gewoonlijk met ingewikkelde ammoniethechtingen.
Ammonitida is verdeeld in vier suborden, de Phylloceratina, Lytoceratina, Ancyloceratina en Ammonitina.
De Phylloceratina is de voorouderlijke stam, afgeleid van de Ceratitida tegen het einde van het Trias. De Phylloceratina brachten de Lytoceratina voort aan het begin van het Jura, die op hun beurt de zeer gespecialiseerde Ancyloceratina voortbrachten aan het einde van het Jura. Zowel de Phylloceratina als de Lytoceratina kenden afstammingslijnen die wel gecombineerd zijn in de Ammonitina.
Deze vier onderorden zijn verder onderverdeeld in verschillende variëteiten, bestaande uit verschillende families gecombineerd tot superfamilies. Sommige zoals de Hildoceratoidea en Stephanoceratoidea zijn beperkt tot het Jura. Anderen zoals de Hoplitoidea en Acanthoceratoidea zijn alleen bekend uit het Krijt. Weer anderen zoals de Perisphinctoidea zijn in beide te vinden.